# Eriopyga umbracula
Eriopyga umbracula är en fjärilsart som beskrevs av Paul Dognin 1914. Eriopyga umbracula ingår i släktet Eriopyga och familjen nattflyn. Inga underarter finns listade i Catalogue of Life.